# Чорнобильський форум
Чорно́бильський фо́рум (англ. Chernobyl Forum) — форум, який Міжнародне агентство з атомної енергії (МАГАТЕ) заснувало в 2003 році.
У Форум увійшли вісім агентств ООН, Всесвітній банк, а також представники трьох держав, найбільш постраждалих від аварії на Чорнобильській АЕС — Білорусі, Російської Федерації і України. У роботі Форуму передбачається також участь інших міжнародних та всесвітньо визнаних національних організацій і фахівців, які внесли свій внесок в оцінку наслідків аварії та ліквідацію наслідків аварії. Не слід плутати цей форум з Чорнобильським форумом економічного розвитку.

## Цілі Чорнобильського форуму
Дослідити і удосконалити дані наукового аналізу довгострокових наслідків аварії на Чорнобильській АЕС для навколишнього середовища і здоров'я населення з метою вироблення єдиного погляду на цю проблему.
Визначити можливі прогалини у наукових дослідженнях, що стосуються наслідків для навколишнього середовища і здоров'я населення, викликаних радіацією або радіоактивним забрудненням, вказати на нові напрями роботи відповідно до проведеного в минулому аналізу ситуації і поточною роботою і проектами.
Сприяти виконанню виправданих з наукової точки зору програм з ліквідації наслідків аварії, включаючи об'єднані програми організацій, що беруть участь у Форумі.